# Trichomorellia saphirina
Trichomorellia saphirina är en tvåvingeart som beskrevs av Eugène Séguy 1935. Trichomorellia saphirina ingår i släktet Trichomorellia och familjen husflugor.
Artens utbredningsområde är Ecuador. Inga underarter finns listade i Catalogue of Life.